# Jan Henryk Józef Jerzy Flemming
Jan Henryk Józef Jerzy Flemming (ur. 17 listopada 1752 w Dreźnie; zm. 19 sierpnia 1830 w Crossen an der Elster) – polski urzędnik dworski, miecznik wielki koronny.

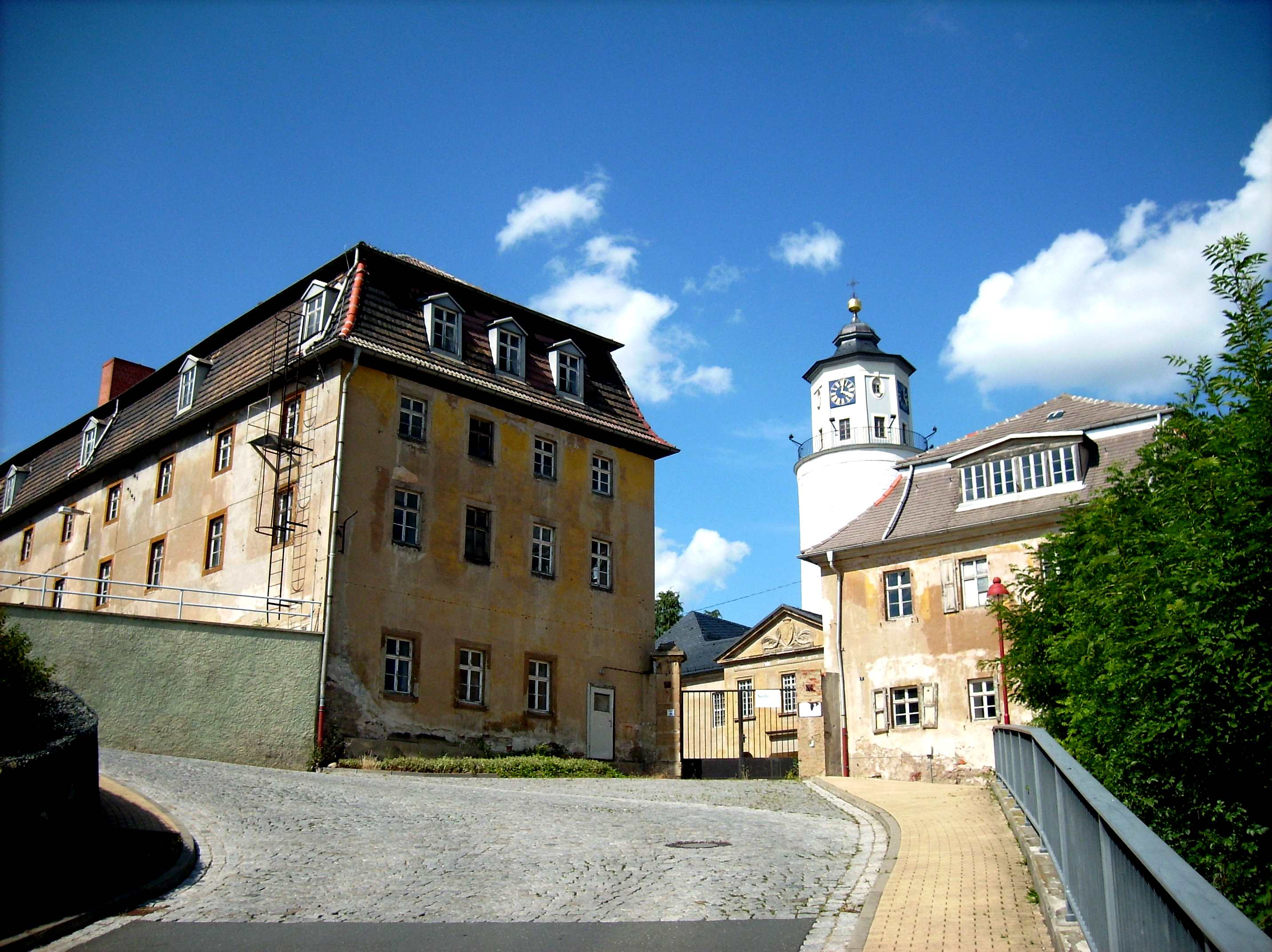
Pałac Flemmingów w Crossen

Pochodził z rodu Flemmingów. Był synem polskiego generała i saskiego dyplomaty Karla Georga Friedricha Flemminga i Henrietty księżnej Lubomirskiej. Był prawnukiem hetmana wielkiego koronnego Hieronima Augustyna Lubomirskiego. Z wyznania był ewangelikiem.
Zmarł w pałacu Flemmingów w Crossen.